# Madelyn Cole
Madelyn Cole (Dallas, 31 dicembre 1997) è un'allenatrice di pallavolo ed ex pallavolista statunitense, di ruolo palleggiatrice, assistente allenatrice del Providence.

## Carriera

### Giocatrice

#### Club
La carriera di Madelyn Cole inizia nei tornei scolastici texani, giocando prima per la Faith Christian e poi per la Plano Senior HS. Dopo il diploma gioca a livello universitario nella NCAA Division I: dal 2016 al 2017 gioca per la Marshall, completando la propria eleggibilità sportiva con la Creighton dal 2018 al 2019.
Nella stagione 2020-21 firma il suo primo e unico contratto da professionista, partecipando alla 1. Bundesliga tedesca con l'Erfurt: al termine dell'annata abbandona la pallavolo giocata.

### Allenatrice
Nel 2021 accetta l'incarico di assistente allenatrice del Providence, tornando in NCAA Division I.